# Jan Gombert

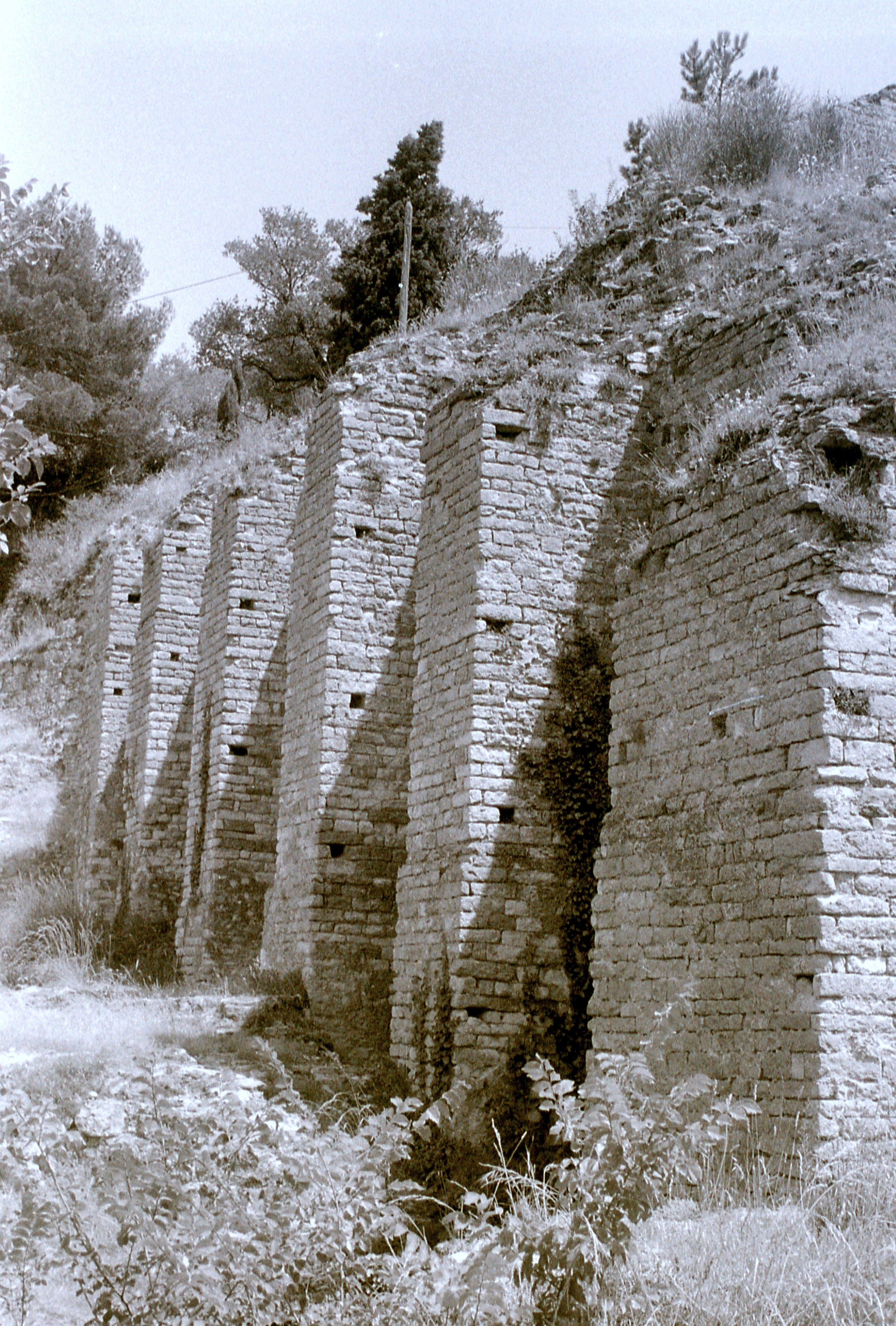
Stadsmuren van Orange

Jan de Gombert (Auvergne, begin 15e eeuw – Clermont, 28 februari 1476) of Jan IV was bisschop van Orange van 1468 tot 1476. Hij richtte het Hooggerechtshof van Oranje op, genaamd Parlement d’Orange.

## Levensloop
Gombert groeide op in Auvergne. Eenmaal priester werkte Gombert in dienst van kardinaal Pierre de Foix de Jongere. Tijdens het concilie van Avignon van 1458, voorgezeten door kardinaal de Foix, speelde Gombert een belangrijke rol als theoloog.
In 1468 werd Gombert bisschop van Orange, als Jan IV van Orange. In Orange werd hij ontvangen door Lodewijk II van Chalon-Arlay, prins van Oranje. Jacques de Southois, bijgenaamd de bastaard van Oranje, was een zoon van Lodewijk II. Deze Jacques zette de stad Orange op stelten. Zo stal hij op een dag de beenderen van Sint-Eutropius die tijdens een processie werden rond gedragen. Jacques eiste voldoende geld, en eenmaal het geld ontvangen, gaf hij de relieken terug aan de bisschop. Gombert richtte hierop het parlement d’Orange op (1470). Dit was de hoogste rechtbank van het prinsdom Orange. Tijdens zijn episcopaat kwam het kapittel van Orange in opstand tegen de bisschop. Het kapittel oordeelde dat Gombert zich enkel mocht inlaten met de sacramenten. Alle andere beslissingen werden hem ontnomen. Moe en getergd verliet Gombert Orange, op een onbekende datum, en keerde terug naar Auvergne. Het is wel bekend dat hij in Clermont stierf, in 1476.

## Hooggerechtshof van Oranje
Het Huis Nassau breidde later het Hooggerechtshof van het prinsdom Oranje uit van 6 rechters naar 8 rechters. Toen het prinsdom Orange nog later in handen viel van de koningen van Frankrijk, schaften de Fransen dit gerechtshof af.